# Lage Landen (album)
Lage Landen is het elfde album van Boudewijn de Groot, verschenen in januari 2007. Vooraf werd de single Lage Landen uitgebracht die op 9 februari een 82e plek in de Top 100 bereikte.

## Ontstaan
De Groot maakte voor het eerst sinds lange tijd bijna geen gebruik meer van teksten van Lennaert Nijgh. Hij schreef bijna alle nummers zelf, en had sowieso in elk nummer een aandeel. Freek de Jonge heeft ook meegeschreven aan enkele nummers. De teksten van Nijgh die nog wel zijn gebruikt, vond De Groot in zijn privéarchief.
De Groot nam het album op met zijn vaste band. De bedoeling was een zo intieme sfeer mogelijk neer te zetten. Daarom is er ook voor gekozen om de nummers in bijna één keer op te nemen. Lage Landen is opgedragen aan de kleinkinderen van De Groot. Alleen het nummer Zelden kunnen praten draagt hij speciaal op aan Anneke Versteeg.

## Inhoud
Het album gaat niet over de Lage Landen, zoals die titel zou doen vermoeden. Alleen het titelnummer gaat voor een deel over de Lage Landen. Verder komen er verschillende thema's aan bod: dood, angst, liefde, jeugdtrauma, de multiculturele samenleving en verlangen.
Het album kenmerkt zich door folkmuziek. Boudewijn de Groot mixte Lage Landen in een studio in Nashville in de Amerikaanse staat Tennessee. Dit deed hij nadat hij de cd Folk is the new black van zangeres Janis Ian beluisterde. Dat album is door dezelfde mensen geproduceerd en opgenomen.

### Tracklist

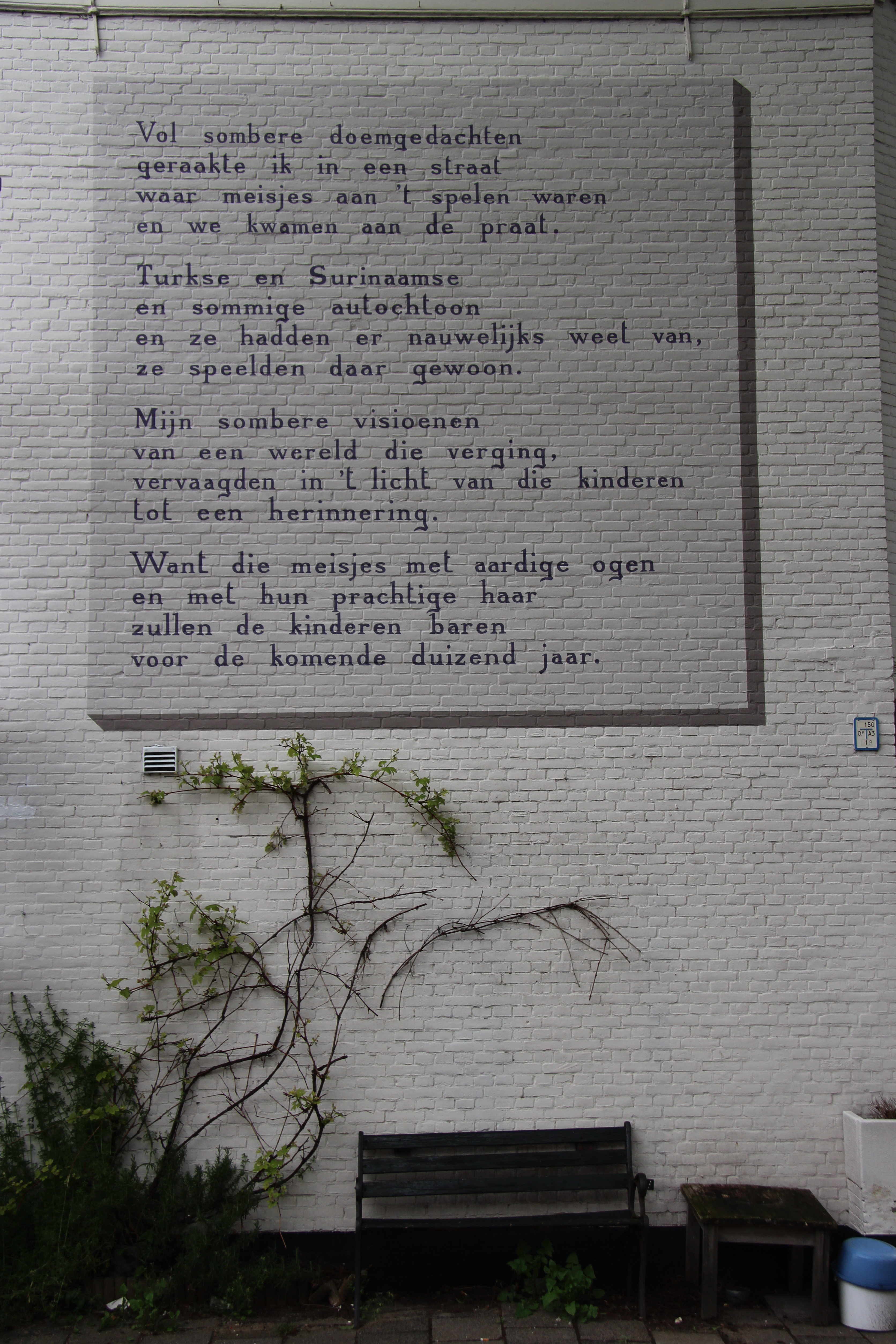
Het muurgedicht Spelende meisjes in Leiden

1. "Hoogtevrees in Babylon" (Boudewijn de Groot) – 4:36
2. "Achter de hemelpoort" (Boudewijn de Groot) – 5:50
3. "De treinreis" (Boudewijn de Groot, Freek de Jonge) – 5:01
4. "Het jagen voorbij" (Boudewijn de Groot, Lennaert Nijgh-Boudewijn de Groot) – 4:07
5. "Altijd samen" (Boudewijn de Groot) – 3:22
6. "Grijze dame" (Boudewijn de Groot) – 4:09
7. "Zelden kunnen praten" (Boudewijn de Groot, Jack Poels-Boudewijn de Groot) – 4:58
8. "Spelende meisjes" (Boudewijn de Groot, Willem Wilmink) – 2:36
9. "Daar wil ik zijn" (Boudewijn de Groot, Freek de Jonge) – 3:25
10. "Beter één schelp..." (Boudewijn de Groot) – 3:03
11. "Lage Landen" (Boudewijn de Groot) – 5:55
12. "Hogeduin" (Boudewijn de Groot, Lennaert Nijgh-Boudewijn de Groot) – 2:17
13. "Sonnet IV" (Boudewijn de Groot, Lennaert Nijgh) – 2:40

## Hitverloop
Op 27 januari 2007 komt de cd op nummer 1 binnen in de officiële albumhitlijst, de Album Top 100. Hiermee werd landgenoot Trijntje Oosterhuis' album "The Look of Love" verwezen naar positie 2 en behaalde Boudewijn de Groot het record van de langste tijd tussen twee albums de op hoogste plaats in de hitlijsten. In 1973 stond Hoe sterk is de eenzame fietser op die plek. Ook was hij daarmee de oudste Nederlandse artiest die op één stond in de albumlijst. Op maandagavond 26 maart 2007 mocht De Groot in het tv-programma Pauw & Witteman een gouden plaat voor zijn album "Lage Landen" in ontvangst nemen.
Vanaf de dag dat het album werd uitgebracht lag ook een cd-single van het titelnummer Lage Landen in de winkels. De single kwam onder in de Single Top 100 en werd alleen gesteund door Radio 2.

## Hitnotering
| "Lage Landen" in de Nederlandse Album Top 100 - binnen: 27-01-2007 | "Lage Landen" in de Nederlandse Album Top 100 - binnen: 27-01-2007 | "Lage Landen" in de Nederlandse Album Top 100 - binnen: 27-01-2007 | "Lage Landen" in de Nederlandse Album Top 100 - binnen: 27-01-2007 | "Lage Landen" in de Nederlandse Album Top 100 - binnen: 27-01-2007 | "Lage Landen" in de Nederlandse Album Top 100 - binnen: 27-01-2007 | "Lage Landen" in de Nederlandse Album Top 100 - binnen: 27-01-2007 | "Lage Landen" in de Nederlandse Album Top 100 - binnen: 27-01-2007 | "Lage Landen" in de Nederlandse Album Top 100 - binnen: 27-01-2007 | "Lage Landen" in de Nederlandse Album Top 100 - binnen: 27-01-2007 | "Lage Landen" in de Nederlandse Album Top 100 - binnen: 27-01-2007 | "Lage Landen" in de Nederlandse Album Top 100 - binnen: 27-01-2007 | "Lage Landen" in de Nederlandse Album Top 100 - binnen: 27-01-2007 | "Lage Landen" in de Nederlandse Album Top 100 - binnen: 27-01-2007 | "Lage Landen" in de Nederlandse Album Top 100 - binnen: 27-01-2007 | "Lage Landen" in de Nederlandse Album Top 100 - binnen: 27-01-2007 | "Lage Landen" in de Nederlandse Album Top 100 - binnen: 27-01-2007 | "Lage Landen" in de Nederlandse Album Top 100 - binnen: 27-01-2007 | "Lage Landen" in de Nederlandse Album Top 100 - binnen: 27-01-2007 | "Lage Landen" in de Nederlandse Album Top 100 - binnen: 27-01-2007 | "Lage Landen" in de Nederlandse Album Top 100 - binnen: 27-01-2007 | "Lage Landen" in de Nederlandse Album Top 100 - binnen: 27-01-2007 | "Lage Landen" in de Nederlandse Album Top 100 - binnen: 27-01-2007 | "Lage Landen" in de Nederlandse Album Top 100 - binnen: 27-01-2007 | "Lage Landen" in de Nederlandse Album Top 100 - binnen: 27-01-2007 | "Lage Landen" in de Nederlandse Album Top 100 - binnen: 27-01-2007 | "Lage Landen" in de Nederlandse Album Top 100 - binnen: 27-01-2007 |
| Week                                                               | 01                                                                 | 02                                                                 | 03                                                                 | 04                                                                 | 05                                                                 | 06                                                                 | 07                                                                 | 08                                                                 | 09                                                                 | 10                                                                 | 11                                                                 | 12                                                                 | 13                                                                 | 14                                                                 | 15                                                                 | 16                                                                 | 17                                                                 | 18                                                                 | 19                                                                 | 20                                                                 | 21                                                                 | 22                                                                 | 23                                                                 |                                                                    | 24                                                                 |                                                                    |
| ------------------------------------------------------------------ | ------------------------------------------------------------------ | ------------------------------------------------------------------ | ------------------------------------------------------------------ | ------------------------------------------------------------------ | ------------------------------------------------------------------ | ------------------------------------------------------------------ | ------------------------------------------------------------------ | ------------------------------------------------------------------ | ------------------------------------------------------------------ | ------------------------------------------------------------------ | ------------------------------------------------------------------ | ------------------------------------------------------------------ | ------------------------------------------------------------------ | ------------------------------------------------------------------ | ------------------------------------------------------------------ | ------------------------------------------------------------------ | ------------------------------------------------------------------ | ------------------------------------------------------------------ | ------------------------------------------------------------------ | ------------------------------------------------------------------ | ------------------------------------------------------------------ | ------------------------------------------------------------------ | ------------------------------------------------------------------ | ------------------------------------------------------------------ | ------------------------------------------------------------------ | ------------------------------------------------------------------ |
| Nummer                                                             | 1                                                                  | 3                                                                  | 2                                                                  | 3                                                                  | 4                                                                  | 9                                                                  | 12                                                                 | 18                                                                 | 12                                                                 | 8                                                                  | 7                                                                  | 7                                                                  | 14                                                                 | 27                                                                 | 31                                                                 | 28                                                                 | 29                                                                 | 36                                                                 | 43                                                                 | 58                                                                 | 60                                                                 | 55                                                                 | 95                                                                 | uit                                                                | 94                                                                 | uit                                                                |